# Ailéan mac Ruaidhrí
Ailéan mac Ruaidhrí (mort vers 1296) est un personnage notable du XIIIe siècle dans le royaume de Man et des Îles ainsi que dans le royaume d'Écosse. Il est le fils de Ruaidhri mac Raghnaill, et un membre du  Clan MacRuari lignée du Clan Somhairle. Ailéan est un frère de Dugald MacRuairi, roi d'Argyll et des Îles, un souverain important qui exerce le pouvoir au milieu du XIIIe siècle. À cette époque les souverains des Isles maintenaient une indépendance sourcilleuse vis-à-vis de la couronne d'Écosse, et entretenaient une allégeance nominale avec la lointaine couronne de Norvège. En 1259, la fille de Dubhghall épouse le fils du roi de Connacht, et Ailéan est célébré pour avoir offert les dots des épouses de cent soixante guerriers gallowglass.
Quand la Couronne écossaise commence à empiéter sur l'indépendance des Îles dans la décennie 1260, Dubhghall et Ailéan font partie des partisans de la cause norvégienne. Ils jouent tous deux un rôle capital dans la guerre écosso-norvégienne de 1263. Après l'échec de leur intervention lors des opérations militaires et la mort du roi Håkon IV de Norvège, les Norvégiens acceptent d'abandonner les Îles aux Écossais. Alors que Dubhghall résiste encore aux Scots à la fin de la décennie, Ailéan et la majorité des membres du Clann Somhairle s'intègrent dans le royaume d'Écosse. C'est ainsi qu'ils participent à la répression de la révolte de l'île de Man en 1275, ainsi qu'au Parlement et aux Conseils qui délibèrent sur la succession de la couronne écossaise ; ce qui implique clairement l'intégration du Clann Somhairle dans le royaume.

## Clann Ruaidhrí
Ailéan et son frère, Dubhghall (mort en 1268), sont les fils de  Ruaidhrí mac Raghnaill, seigneur de Kintyre (mort en 1247?). Ce dernier est l'éponyme du Clann Ruaidhrí, une lignée du  Clann Somhairle.
Dans la seconde décennie du XIIIe siècle, Ruaidhrí mène des opérations militaires en Irlande conjointement avec Thomas de Galloway, comte d'Atholl (mort en 1231), frère cadet de Alan de Galloway (mort en 1234). Les relations étroites entre ces familles sont à l'origine de l'utilisation du nom d'Ailéan.
En 1247, un certain Mac Somhairle peut-être Ruaidhrí lui-même est tué en combattant une invasion anglaise dans le royaume de Tír Chonaill. L'année suivante, le frère d'Ailéan et Eóghan Mac Dubhghaill (mort  c.1268×1275), un parent du Clann Somhairle se rendent dans le royaume de Norvège, les deux hommes réclament la royauté sur les  Suðreyjar du nord à  Håkon IV de Norvège (mort en 1263).
Bien que la totalité du terme Suðreyjar comprennent les  Hébrides et l'Île de Man, l'étendue de la juridiction réclamée par Dubhghall et Eóghan reste imprécise. Car par exemple, les  îles des Hébrides du nord de Lewis et Harris ainsi que Skye sont détenues par la dynastie de Godred Crovan, alors représentée par Haraldr Óláfsson, roi de Mann et des Isles (mort en 1248). Il est probable que Eóghan et Dubhghall cherchent à obtenir la même souveraineté que celle qu'Hákon avait accordée à  Uspak Haakon (mort en 1231) une décennie auparavant; une région qui devait inclure tout ou partie des îles possédées par le Clann Somhairle. En fait il est possible que les événements susmentionnés de 1247 et 1248 étaient restés en mémoire, et que Dubhghall et Eóghan cherchaient à rétablir la position des Mac Somhairle dans les Îles.
C'est uniquement après la mort imprévue d'Haraldr en 1248 que Hákon envoie Eóghan outremer dans ses possessions occidentales pour prendre le royaume des Isles sous sa garde. Eóghan, n'est toutefois pas seulement un vassal norvégien dans les Îles mais également un éminent magnat écossais sur la terre ferme. Alors même que la couronne d'Écosse a déjà tenté d’acquérir les îles plus tôt dans la décennie,
L'acceptation par Eóghan du mandat d'Hákon conduit le roi  Alexandre II d'Écosse (mort en 1249) à entreprendre une invasion de l'Argyll lors de l'été 1249, menaçant directement le cœur de la seigneurie du Clann Dubhghaill. La crise qui s'annonçait se clôt finalement avec la mort du roi écossais en juillet 1249.
Eóghan semble avoir été totalement dépossédé par les Écossais à la suite de leur invasion. En fait, sa dépossession apparente peut bien avoir renversé la hiérarchie dans le Clann Somhairle. C'est ainsi qu'une entrée particulière conservée par les annales islandaises stipule que, Dubhghall lui-même « prit la royauté » dans les îles. Ce récit peut révéler que Dubhghall et Eóghan partageaient la royauté dans les Hébrides, ou que Dubhghall assumait la royauté  à la place d'Eóghan sévèrement affaibli.

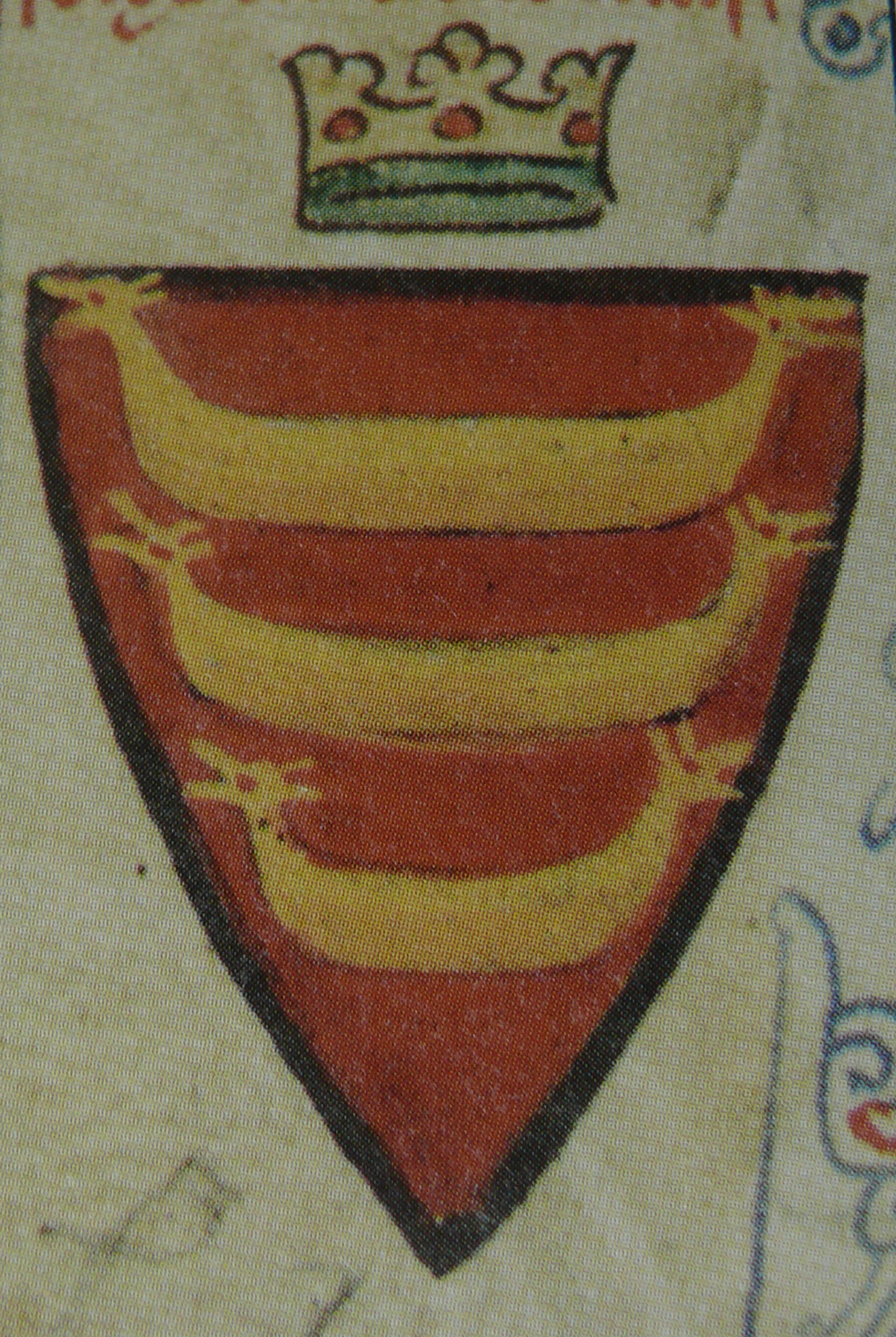
Armoiries de Hákon Hákonarson représentées sur le folio 216v du Cambridge Corpus Christi College Parker Library 16II (Chronica Majora).

## Seigneur de la guerre Gallowglass
En 1258, le frère d'Ailéan mène des opérations militaires contre les Anglais au Connacht. La même année une extraordinaire assemblée rassemble Aodh na nGall Ó Conchobhair (mort en 1274), Tadhg Ó Briain (mort en 1259), et Brian Néill, roi de Tír Eoghain (mort en 1260). C'est lors de cette convention à  Caol Uisce sur la rivière Erne, que Aodh, fils du roi de Connacht et Tadhg fils du roi de Thomond renoncent à leur prétention sur le titre d'Ard rí Érenn en faveur de Brian, qui est proclamé Haut roi.
Ce dernier était alors en pleine campagne contre un comté d'Ulster anglais, temporairement affaibli, et étroitement allié à Aodh dans cette affaire.
L'année suivante, les Annales de Connacht, les Annales de Loch Cé, et les Annales des quatre maîtres relèvent que Aodh se rend à Derry, épouse une fille de Dubhghall, et de ce fait reçoit une dot qui comprend 160 guerriers gallowglass  commandés par Ailéan lui-même. Ailéan est, de ce fait l'un des premiers guerriers connus de ce type. L'alliance matrimoniale est conclue dans le principal port du royaume de Brian, l'endroit indique que l'union ainsi que l'assemblée précitée et les opérations navales de l'année précédentes font partie d'un plan coordonné pour attaquer les intérêts anglais dans le nord-ouest de l'Irlande.
Malheureusement pour les conférés, Tadhg meurt dès 1259, et les forces combinées de Aodh et de Brian sont écrasées lors de la bataille de Druim Dearg près de Downpatrick en 1260, où Brian est de plus tué. Malgré cette catastrophe, le phénomène des puissants seigneurs irlandais qui importants des mercenaires lourdement armés des îles et de l'ouest de l'Ecosse prend de l'importance à la fin du siècle, et contribue compenser l'infériorité militaire des troupes irlandaises autochtones sur les forces anglaises.Généralement, les chevaliers anglais étaient supérieurs aux cavaliers irlandais relativement légèrement armés et les Gallowglasses combattaient en formations de manière à contre carrer les charges dévastatrices des chevaliers. La dot du Clann Ruaidhrí composée de ces guerriers à peut-être combattu lors de la bataille à Downpatrick, bien que le fait que les forces de Brian aient été défaites par les levées locales anglaises démontre peu à leurs capacités guerrières.La position d'Ailéan à la tête d'une telle unité était peut-être similaire à celle du Mac Somhairle, qui 65 ans aurait très bien pu mener des Gallowglass au moment de sa mort,,

## Magnat norvégien
Après la mort précitée d'Alexandre II en 1249, l'invasion écossaise de l'Argyll et des Îles s'interrompt de manière abrupte. Environ une décennie plus tard le fils et successeur de ce dernier, Alexandre III (mort en 1286), devient majeur et reprend la politique d'expansion vers l'ouest de son père. En 1261, la couronne écossaise envoie en Norvège une offre d'achat des Hébrides à  Hákon. Après le rejet de cette proposition par les Norvégiens, les Scots reprennent leurs agressions contre les habitants des îles et l'on relève une attaque particulièrement sauvage contre Skye. Cette provocation incite, Hákon à rassembler une flotte énorme; descrite par les sagas islandaises et les annales comme la flotte la plus importante ayant jamais pris la mer de Norvège afin de réaffirmer la suzeraineté norvégienne le long de la côte nord et ouest de l'Écosse. En juillet 1263, cette armada s'embarque en Norvège, et à la mi-août, Hákon réaffirme sa souveraineté sur les  Shetland et le comté des Orcades, obligeant à la soumission le comte de Caithness, et arrive aux Hébrides.
Au début de septembre, la flotte d'Hákon et des hommes des Îles entre dans le Firth of Clyde. Après l'échec des négociations entre les plénipotentiaires  écossais et les Norvégiens, la Hákonar saga Hákonarsonar du XIIIe siècle, indique que Hákon envoie un détachement de navires dans le Loch Long, sous le commandement de   Magnús Óláfsson, roi de Man et des Îles (mort en 1265), Dubhghall, Ailéan, Angus Mór MacDonald (mort en c.1293), et Murchadh Mac Suibhne (mort en 1267). Selon les différentes versions de la saga, ce contingent est constitué de 40 ou de 60 vaisseaux; soit une part considérable de la flotte d'Hákon.
À partir du Loch Long, la saga relève que ce détachement est transporté sur environ 2,5 km entre Arrochar à Tarbet, pour atteindre le  Loch Lomond, et ravage les environs de la région du Lennox. L'action d'Ailéan est particulièrement glorifiée par la saga qui indique qu'il capture 100 têtes de bétail et cause de nombreuses destructions sur la terre ferme écossaise. Le fait est corroboré par les documents écossais, puisque le journal de comptes de l’Échiquier rapporte une somme payée comme rançon du château de Stirling à l'époque où les Norvégiens étaient dans la région.
Pendant ce temps, au début d'octobre, la force principale d'Hákon rencontre les écossais à Largs, puis se retire dans les Hébrides. Une fois les forces norvégiennes regroupées avec le détachement des Hommes des Îles, la saga indique que Hákon récompense ses partisans étrangers. Comme Eóghan avait refusé de soutenir la cause des Norvégiens, Dubhghall et Ailéan se voient attribuer ses territoires insulaires déchus. Un certain Ruðri (fl. 1263) est mentionné comme ayant obtenu Bute, pendant que Murchadh reçoit Arran. Aonghus Mór; qui n'est pas identifié par ailleurs est l'un des bénéficiaires et reçoit la possession d'Islay.
Bien que la saga déclare que l'opération est un triomphe écrasant, il semble en fait qu'elle se soit achevée par un échec total. Non seulement Hákon a échoué à briser le pouvoir écossais, mais Alexandre III reprend l'initiative l'année suivante, et entreprend une série d'attaques sur les Îles et l'Écosse du nord. Reconnaissant cette désagrégation de son autorité royale, Magnús Óláfsson se soumet à Alexandre III la même année, et concrétise ainsi la complète disparition de la souveraineté norvégienne sur les Îles. D'autre part Dubhghall, contrairement à nombre de ses compatriotes des Îles refuse de se soumettre au pouvoir royal écossais. En 1266, près de trois ans après la campagne avortée de Hákon, des accords de paix sont finalement conclus entre les administrations écossaises et norvégiennes. Ils se concrétisent en juillet par le Traité de Perth par lequel le fils et successeur d'Hákon, Magnús Hákonarson, roi de Norvège (mort en 1280), renonce formellement à ses droits sur l'Île de Man et les Îles de la côte ouest de l'Écosse. De ce fait le conflit sur les établissements de la région maritime de l'ouest de l'Écosse s'achève.

## Magnat écossais
À la suite de l'acquisition des îles par les Écossais et de la mort de Dubhghall au cours de la décennie, le Clann Ruaidhrí disparait des sources historiques écossaises. Lorsque la lignée réémerge en 1275, c'est en la personne d'Ailéan lui-même, qui est devenu un important magnat écossais, et le représentant du Clann Ruaidhrí. Cette année là les continuateurs de l' Historia rerum Anglicarum, des  Chroniques de Man, et de la Chronique de Lanercost révèlent que Guðrøðr Magnússon (fl. 1275), un fils illégitime de Magnús Óláfsson, déclenche une révolte dans l'Île de Man contre la couronne écossaise. Alexandre III réagit en envoyant une flotte originaire des Hébrides et du Galloway, envahir l'île et restaurer l'autorité royale. Parmi les commandants, la continuation de l' Historia rerum Anglicarum mentionne que deux d'entre eux sont des membres du Clann Somhairle: Alasdair Mac Dubhghaill, seigneur d'Argyll (mort en 1310), et Ailéan lui-même.
Les deux hommes ont presque sûrement été responsables de l'approvisionnement et de la direction de l'armée des Hébrides et de l'Argyll, et peuvent avoir fourni la flotte qui a transporté les forces écossaises à Man. Selon les sources postérieures les Scots traitent rudement les rebelles. Malgré l'apparent facilité à en venir à bout de la révolte des Manxois représentait une grave menace pour l'autorité écossaise, ce qui explique à l'évidence l'importante de la réaction des Scots. En fait l'importance du Clann Somhairle dans cette campagne comme agent de l'autorité écossaise indique clairement l'étendue de l'intégration de la lignée dans le royaume d'Écosse. Les magnats de l'ouest comme Ailéan sont rarement présents à la cour royale d'Écosse, toutefois à certaines occasions ils participent aux affaires importantes de l'État. Par exemple, en 1284, Ailéan est parmi ceux qui sont présents au conseil de gouvernement de  Scone qui reconnait  Margaret, La Jeune fille de Norvège (morte en 1290), petite-fille d'Alexandre III, comme héritière légitime du roi. La présence d'Ailéan, et de deux représentants du Clann Somhairle son parent précité Alasdair et Aonghus Mór illustre l'implication de la lignée dans les affaires du royaume d'Écosse.
Bien qu'il soit possible que la base territoriale du pouvoir de Dubhghall soit localisée dans le  Garmoran (en) et peut-être à Uist (en), on ignore comment ses territoires sont entrés dans ses possessions familiales. Les chefs postérieurs du Clann Ruaidhrí les possédèrent certainement mais, mais la preuve de leur détention avant le milieu du XIIIe siècle fait défaut. En théorie, ces domaines devaient avoir été obtenus par la lignée après l'acquisition par les Scots des Îles en 1266. D'un autre côté
leur position familiale dans les îles doit avoir été confortée par des alliances matrimoniales avec la dynastie de Godred Crovan, une parenté née à une époque antérieure à l'expulsion de Ruaidhrí du Kintyre. Si la famille a en effet acquis Uist après les événements de 1266, elle pourrait éclairer davantage le rôle d'Ailéan dans la répression de la révolte Manx précitée environ dix ans plus tard. Quoi qu'il en soit, il n'est attribué aucun titre à  Ailéan dans les sources contemporaines. En 1293, le parlement de Jean Balliol roi d'Écosse (mort en 1314) institue un ensemble de sheriffdoms (en) le long des côtes ouest du royaume. Les Îles des Hébrides de Lewis et Harris, Skye, Uist (en), Barra, Eigg, Rhum, et les Îles Small, furent incorporées dans le Sheriffdom de Skye nouvellement crée et administré par William II comte de Ross (mort en 1323). En fait, ce sont les conflits successifs avec la famille comtale de Ross au siècle suivant qui mènent à la dépossession finale du Clann Ruaidhrí. In 1285/1286, un serviteur de la  couronne d'Espagne fait appel à Alexandre III, en accusant Ailéan de piraterie dans les Hébrides.
Ailéan disparaît des sources avant 1296,et il semble qu'il soit mort avant cette date. Après sa mort mais avant celle d'Alexandre III, sa veuve Isabella épouse Ingram de Umfraville (mort vers 1321×) en secondes noces. Ailéan avait trois enfants : ses fils Lachlann (fl. 1297–1307/1308) et Ruaidhrí (mort en 1318?) étaient illégitimes, alors que sa fille Christina ou Cairistíona (en) (fl. 1290–1318) était légitime. Il est possible que la mère de Cairistíona soit Isabella. Bien que Cairistíona semble avoir été l'héritière d'Ailéan, elle est supplantée par ses demi-frères peu après sa mort. Les descendants d'Ailéan continuent à intervenir dans l'histoire de l'Écosse jusqu'au XIVe siècle.